# Ghislaine Royer-Souef
Pour les articles homonymes, voir Souef.
Ghislaine Royer-Souef, née le 15 janvier 1953 à Reims, est une footballeuse française évoluant au poste de milieu de terrain.

## Carrière

### Carrière en club
Ghislaine Royer-Souef évolue toute sa carrière au Stade de Reims de 1968 à 1979 ; elle y remporte le championnat de France féminin à trois reprises (1975, 1976 et 1977).

### Carrière en sélection
Ghislaine Royer-Souef compte 8 sélections en équipe de France féminine entre 1971 et 1976. 
Elle reçoit sa première sélection en équipe nationale le 17 avril 1971, en amical contre les Pays-Bas (victoire 4-0). Elle joue son dernier match le 30 mai 1976, en amical contre la Belgique (défaite 1-2).
Elle compte aussi plusieurs sélections non-officielles, notamment lors de la Coupe du monde féminine 1971, non reconnue par la FIFA.

### Retraite
Elle prend sa retraite en 1980, à la naissance de son deuxième enfant.